# Marie Bochet
Pour les articles homonymes, voir Bochet.
Marie Bochet, née le 9 février 1994 à Chambéry, est une skieuse handisport française. Elle a commencé sa carrière sportive en 2010 au niveau international. Elle s'est illustrée dans toutes les disciplines de ski alpin en catégorie « debout ».
Au cours de sa carrière, elle décroche huit titres paralympiques : quatre aux Jeux de 2014 à Sotchi (en descente, super G, super combiné et en slalom géant), puis quatre aux Jeux de 2018 à Pyeongchang (en descente, super G, slalom géant et slalom), sans oublier une médaille d'argent en Super-G aux Jeux de 2022 à Pékin. Elle compte par ailleurs 22 titres de championne du monde, remportant notamment la totalité des cinq épreuves individuelles du ski alpin (descente, super G, slalom géant, slalom et super combiné) lors des éditions 2013, 2015 et 2019.

## Biographie
Marie Bochet est née en 1994 à Chambéry dans les Alpes avec une agénésie de l'avant-bras gauche. Ses parents, Yvon et Françoise, sont tous deux éleveurs de génisses et producteurs de fromage. Elle commence le ski à l'âge de cinq ans, participe à ses premiers Championnats de France six ans plus tard. À seize ans, elle participe aux Jeux paralympiques de 2010 où elle termine quatrième du slalom et du super-combiné debout. Elle en garde un souvenir mitigé entre la découverte de cet évènement et le fait de n'avoir remporté aucune médaille. Elle gagne la même année la Coupe du monde de slalom debout.
Dans l'ombre de Solène Jambaqué, elle fait tout d'abord ses preuves dans les disciplines techniques avant de devenir polyvalente. Aux Championnats du monde de 2011 à Sestrières, Bochet décroche ses deux premiers titres mondiaux — slalom géant et par équipes — et deux médailles — en descente et en super G (derrière Jambaqué dans cette épreuve).
En 2012, Bochet gagne le classement général de la coupe du monde ainsi que les classements du slalom et du super combiné. Elle est également deuxième en super G et en slalom géant.
Lors des championnats du monde 2013, Bochet réalise le « Grand chelem » en remportant les cinq épreuves individuelles : la descente, le super G, le slalom géant, le slalom et le super-combiné debout.
Le 5 décembre 2017, Marie a été nommée porte-drapeau de la délégation française paralympique pour les Jeux paralympiques 2018 de Pyeongchang-gun (Corée du Sud).

### Quadruplé aux Jeux paralympiques de 2014
Devenue la référence dans son sport, elle se présente aux Jeux paralympiques de 2014 comme grande favorite auréolée de vingt-six victoires lors des trente et une dernières courses. Dans la première épreuve, la descente, elle parvient à y remporter son premier titre paralympique devant Inga Medvedeva et Allison Jones, sa principale adversaire l'Allemande Andrea Rothfuss ratant une porte en haut du parcours. Elle y déclare « ma première [médaille], la plus belle, la médaille d'or ».
Elle apparaît en une du quotidien L'Équipe qui salue la performance sportive de Marie Bochet le 9 mars 2014. Lors de la seconde épreuve, le super G, elle décroche son deuxième titre olympique, accompagnée cette fois-ci sur le podium par sa compatriote Solène Jambaqué, médaillée d'argent.
En slalom, elle chute en première manche mais y déclare après « Il faut décrocher tous les titres paralympiques ! Je suis sortie de piste en slalom ici à Sotchi. C'est ma discipline favorite, cette médaille en slalom, j'ai l'impression qu'elle me boude. Il faudra que j'aille la chercher en Corée du Sud ». Elle se reprend en super combiné deux jours plus tard en gagnant son troisième titre paralympique. Elle termine ces Jeux en remportant le slalom géant, partageant le podium avec Solène Jambaqué en bronze qui disputait la dernière épreuve de sa carrière sportive. Elle devient alors la première athlète française à remporter quatre titres aux Jeux paralympiques d'hiver.

### Nouveau quadruplé aux Jeux paralympiques de 2018
Aux Jeux paralympiques d'hiver de 2018 à Pyeongchang, où elle est porte-drapeau de sa délégation, elle remporte la première médaille française en s'imposant en descente. Elle enchaîne 3 autres médailles d'or en s'imposant dans l'épreuve de super G, celle du slalom géant et celle du slalom.
Dans le cadre des Jeux, elle est élue membre du Comité international paralympique et rejoint la commission des athlètes.

### Troisième Grand Chelem aux Championnats du monde en 2019
En remportant le super-combiné disputé à Sella Nevea (Italie) le 31 janvier 2019 en conclusion des championnats du monde handisports dans sa catégorie « debout », Marie Bochet réalise le Grand Chelem, puisqu'elle s'est imposée dans toutes les épreuves individuelles (slalom, géant, descente, Super G et super-combiné pour finir). C'est la troisième fois qu'elle réalise cet exploit aux Mondiaux après 2013 et 2015. Elle totalise désormais vingt médailles d'or planétaires.

### 100evictoire en Coupe du monde, médaille d'argent aux Jeux paralympiques de 2022
Sans aucun succès depuis février 2019, Marie Bochet renoue avec la victoire à l'occasion de la première épreuve de Coupe du monde de la saison 2021-2022 dispuée à Steinach am Brenner en Autriche. Elle s'adjuge par la même occasion la 100ème victoire de sa carrière en Coupe du monde. Lors des championnats du monde de para sports de neige à Lillehammer en janvier 2022, elle glane ses 21ème et 22ème titres planétaires en descente et en géant, tout en se parant d'argent sur le combiné et de bronze sur le Super-G. Victime d'une blessure à l'épaule droite à l'entraînement, elle doit déclarer forfait pour le slalom des Mondiaux.
Remise de sa blessure à l'épaule, Bochet dispute à Pékin ses quatrièmes et derniers Jeux paralympiques. Lors de la première épreuve, la descente, elle déchausse après avoir passé la première porte et doit abandonner. Elle rebondit dès le lendemain en prenant la médaille d'argent sur le Super-G derrière la Chinoise Zhang Mengqiu.
Absente des épreuves de début de saison 2022-2023, Bochet est atteinte d'une hernie discale et subit en décembre 2022 une intervention chirurgicale, ce qui met fin à sa saison, sa convalescence étant estimée à trois mois.

### Jeux olympiques et paralympiques 2024
À partir d'avril 2018, elle fait partie de la commission des athlètes, une instance de dix-huit sportifs présidée par Martin Fourcade qui va travailler à la préparation concrète des Jeux olympiques et paralympiques de 2024.

### Autres activités
Marie fait partie du collectif des Champions de la Paix de Peace and Sport. Ce club est composé de plus de 100 sportifs de haut niveau engagés personnellement en faveur du mouvement de la paix par le sport. Depuis 2014, la Française est aussi marraine de l'association « Pour que Lana gravisse sa montagne » qui vient en aide à Lana, petite fille atteinte d'une paralysie cérébrale ainsi que d'un Syndrome de West.

## Palmarès

### Jeux paralympiques
Marie Bochet a participé à quatre éditions des Jeux paralympiques. Elle y a obtenu quatre titres lors de l'édition 2014, puis quatre en 2018.
| Épreuve / Édition   | Descente | Super-G | Slalom géant | Slalom | Super-Combiné |
| ------------------- | -------- | ------- | ------------ | ------ | ------------- |
| JO 2010 Vancouver   | 8e       | 8e      | 7e           | 4e     | 4e            |
| JO 2014 Sotchi      | Or       | Or      | Or           | DNF    | Or            |
| JO 2018 Pyeongchang | Or       | Or      | Or           | Or     | DNF           |
| JO 2022 Pékin       | DNF      | Argent  | 4e           | DNF    | 5e            |

Légende :

 : première place, médaille d'or

 : deuxième place, médaille d'argent

### Championnats du monde handisport
| Épreuve / Édition           | Descente | Super-G | Slalom géant | Slalom | Super-Combiné | Par équipes |
| --------------------------- | -------- | ------- | ------------ | ------ | ------------- | ----------- |
| Mondiaux 2011 Sestrières    | Argent   | Argent  | Or           | —      | Ab.           | Or          |
| Mondiaux 2013 La Molina     | Or       | Or      | Or           | Or     | Or            | 4e          |
| Mondiaux 2015 Panorama (en) | Or       | Or      | Or           | Or     | Or            | ---         |
| Mondiaux 2017 Tarvisio      | Or       | Or      | Argent       | Argent | Or            | ---         |
| Mondiaux 2019 Kranjska Gora | Or       | Or      | Or           | Or     | Or            |             |
| Mondiaux 2022 Lillehammer   | Or       | Bronze  | Or           | —      | Argent        |             |

Légende :

 : première place, médaille d'or

 : deuxième place, médaille d'argent

 : troisième place, médaille de bronze

— : Marie Bochet n'a pas participé à cette épreuve

--- : Marie Bochet n'a pas voulu participer à cette épreuve

### Coupe du monde

#### Palmarès
- 3 gros globes de cristal : 2011, 2012 et 2014.
- 5 petits globes de cristal :
  - Vainqueur au classement du slalom en 2010, 2012 et 2014.
  - Vainqueur au classement du slalom géant en 2014.
  - Vainqueur au classement du combiné en 2012.

#### Différents classements en coupe du monde
| Année/Classement | Année/Classement | Général | Général | Descente | Descente | Super G | Super G | Géant  | Géant  | Slalom | Slalom | Combiné | Combiné |
| ---------------- | ---------------- | ------- | ------- | -------- | -------- | ------- | ------- | ------ | ------ | ------ | ------ | ------- | ------- |
| Année/Classement | Année/Classement | Class.  | Points  | Class.   | Points   | Class.  | Points  | Class. | Points | Class. | Points | Class.  | Points  |
| 2010             | 2010             | ?       | ?       | ?        | ?        | ?       | ?       | ?      | ?      | 1re    | ?      | ?       | ?       |
| 2011             | 2011             | 1re     | ?       | ?        | ?        | ?       | ?       | ?      | ?      | ?      | ?      | ?       | ?       |
| 2012             | 2012             | 1re     | 1340    | —        | —        | 2e      | 330     | 2e     | 410    | 1re    | 500    | 1re     | 100     |
| 2013             | 2013             | 2e      | 880     | 2e       | 180      | —       | —       | 2e     | 300    | 2e     | 400    | —       | —       |
| 2014             | 2014             | 1re     | 1460    | 2e       | 280      | 4e      | 100     | 1re    | 480    | 1re    | 400    | 4e      | 200     |

## Distinctions
- Officier de l'ordre de la Légion d'Honneur en 2018[19], Chevalier en 2014[20]
- Lauréate 2014 des Laureus World Sports Awards dans la catégorie des sportifs avec handicap